# Carsten Brauckmann
Carsten Brauckmann (* 1947) ist ein deutscher Paläontologe.

## Leben
Nach Studium der Geologie und Paläontologie und dem Diplom an der TU Hannover 1970 (Diplomarbeit: „Die crenistria-Zone und die tiefere striatus-Zone (Goniatites-Stufe, Unter-Karbon) von Lautenthal (nordwestlicher Ober-Harz)“) wurde er 1973 an der FU Berlin promoviert (Dissertation: „Kulm-Trilobiten von Aprath (Bergisches Land)“).
Bis 1975 war er Mitarbeiter am Forschungsprojekt „Mesozoische Säugetiere in Portugal“ der FU Berlin und er lehrte bis 1977 an der Universität Marburg. Ab 1978 war er am Fuhlrott-Museum in Wuppertal stellvertretender Leiter. Er war Professor für Paläontologie am Institut für Geologie und Paläontologie an der Technischen Universität Clausthal.

## Forschungsschwerpunkte
Er befasst sich mit fossilen Insekten und Spinnen des Paläozoikums (besonders Karbon, Devon), Trilobiten aus dem Jungpaläozoikum, Insekten des Mesozoikums (besonders Trias), fossilen Schildkröten und Krokodilen (Kreide, Oberjura von Norddeutschland) und allgemein mit der Besiedlung des Festlands im Paläozoikum.

## Erstbeschreibungen (valide)
- Zusammen mit Th. Schlüter ist er Erstautor der triassischen Insektengattungen Dubiaphis BRAUCKMANN & SCHLÜTER 1993, Heseneuma BRAUCKMANN & SCHLÜTER 1993 und Saaloscytina BRAUCKMANN & SCHLÜTER 1993
- Zusammen mit Th. Schlüter ist er Erstautor der triassischen Insektenarten Dubiaphis curvata BRAUCKMANN & SCHLÜTER 1993, Heseneuma hammelburgensis BRAUCKMANN & SCHLÜTER 1993 und Saaloscytina perreticulata BRAUCKMANN & SCHLÜTER 1993

## Schriften
- Das pflanzenführende Mitteldevon von Wuppertal. In: Werner K. Weidert, Klassische Fundstellen der Paläontologie, Band 1, 1988, Goldschneck Verlag
- Das Unterkarbon von Aprath im Bergischen Land. In: Werner K. Weidert, Klassische Fundstellen der Paläontologie, Band 1, 1988, Goldschneck Verlag
- Arachniden und Insekten aus dem Namurium von Hagen-Vorhalle (Ober-Karbon; West-Deutschland). Veröffentlichungen aus dem Fuhlrott-Museum, 1, 1991, S. 1–275
- Beiträge in Erich Thomas (Hrsg.): Oberdevon und Unterkarbon von Aprath im Bergischen Land (Nördliches Rheinisches Schiefergebirge), Köln 1992
- mit Thomas Schlüter: Neue Insekten aus der Trias von Unter-Franken. In: Geologica et Palaeontologica 27, 1993, S. 181–199
- mit R. G. Martins-Neto u. O. F. Gallego: Taxonomy; The Triassic insect fauna from Argentina. – Blattoptera, Glosselytrodea, Miomoptera, Auchenorrhyncha and Coleoptera from the Los Rastros Formation (Bermejo Basin), Los Chañares locality (La Rioja Province). In: Clausthaler Geowissenschaften 5, 2006, S. 1–9
- mit J. Ansorge: Chaulioditidae from Germany, with description of a new specimen from the early middle Triassic of Gambach/Main, Bavaria (Insecta, Grylloblattida). In: Entomologia Generalis 31 (3), 2008, S. 251–260
- mit Elke Gröning, Jan-Michael Ilger: Von den ältesten Insekten. In: Entomologie heute. Band 22, 2010, S. 17–40